# Siptornis striaticollis
Siptornis striaticollis là một loài chim trong họ Furnariidae.
Loài chim này được tìm thấy ở Colombia, Ecuador, và Peru, nơi môi trường sống tự nhiên của chúng là rừng núi ẩm nhiệt đới hoặc cận nhiệt đới. 